# Seixezelo
Seixezelo ist ein Ort und eine ehemalige Gemeinde (Freguesia) im Nordwesten Portugals.
Seixezelo gehört zum Kreis Vila Nova de Gaia im Distrikt Porto. Die Gemeinde hatte eine Fläche von 1,45 km² und 1708 Einwohner (Stand 30. Juni 2011).
Am 29. September 2013 wurden die Gemeinden Seixezelo und Pedroso zur neuen Gemeinde União das Freguesias de Pedroso e Seixezelo zusammengeschlossen.